# Friedrich Christian von Arnold
Friedrich Christian von Arnold (* 2. Oktober 1786 in Hagenbach; † 31. März 1868 in München) war ein deutscher Jurist, bayerischer Staatsbeamter und Fachautor.

## Leben
Friedrich Christian Arnold, durch Erhebung in den persönlichen Adelsstand Ritter von Arnold, wurde im oberfränkischen Hagenbach, heute einem Gemeindeteil von Pretzfeld im Landkreis Forchheim, geboren. 1808 bis 1812 studierte er Rechtswissenschaften an den Universitäten Erlangen und Landshut. 1818 wurde er als Protokollist beim Kreis- und Stadtgericht Bayreuth tätig und 1821 zum Rat beim Kreis- und Stadtgericht in Ansbach befördert. Nach weiterer Tätigkeit als Appellationsgerichtsrat in Eichstätt wurde er 1841 in der Funktion eines Oberappellationsgerichtsrats nach München versetzt. 1848 bis 1852 stand er in der Nachfolge von Karl Friedrich von Roth als Präsident dem evangelisch-lutherischen Oberkonsistorium vor und gehörte als erblicher Reichsrat der Kammer der Reichsräte an. Sein Nachfolger wurde Adolf von Harleß. 1852 als Staatsrat im außerordentlichen Dienst in den zeitweiligen Ruhestand versetzt, kehrte er 1855 als Präsident des Appellationsgerichts für Mittelfranken in den Dienst zurück. 1859 trat er in den endgültigen Ruhestand. Arnold verfasste zahlreiche juristische Schriften.
Söhne: Ferdinand (* 1824 in Ansbach, † 1901 in München; Jurist und Botaniker); Robert (* 1852 in Ansbach); Clemens (* 1854 in München, † 1930 ebda.).

## Veröffentlichungen
- Beiträge zum teutschen Privat-Rechte. Carl Brügel, Ansbach 1842.
- Ueber Eidesleistung durch Stellvertreter im Civilprozess. Palm & Enke, Erlangen 1843.
- Praktische Erörterungen aus dem Rechtsgebiete. J.J.Palm u. Ernst Enke, Erlangen 1844.
- Ueber Beschränkung der Deflorations- und Alimentations- dann der Injurienklagen. Palm & Enke, Erlangen 1851.
- Die Vollziehbarkeitsklausel der Notare. Palm & Enke, Erlangen 1851.
- Die christliche Eidesformel. Palm & Enke, Erlangen 1851.
- Das Zinsenversprechen in eigenen Wechseln, nach der allgemeinen deutschen Wechselordnung und nach legislativen Grundsätzen erörtert. Palm & Enke, Erlangen 1854.
- Die Einklagung der Hypothekkapitalzinsen in Bayern und der Ewiggeldrenten in München: nebst einer Erörterung über die Ausdehnung des Ewiggeld-Institutes auf das Königreich Bayern und über Wiederbelebung des deutschen Rentenkaufes. Palm & Enke, Erlangen 1855.
- Über Umfang und Anwendung des Begnadigungsrechts Palm & Enke, Erlangen 1860.
- Der Gerichtsstand der Standesherren im Königreiche Bayern in Strafsachen. Palm & Enke, Erlangen 1860.
- Das gerichtliche Verfahren gegen Geisteskranke und Verschwender. Palm & Enke, Erlangen 1861.
- Die Umgestaltung des Civilprozesses in Deutschland: in den Grundsätzen erörtert. Friedrich Korn, Nürnberg 1863.
- Das Hypothekensystem in seinen Erfordernissen und in seinem Verhältnisse zum Notariat betrachtet. Palm & Enke, Erlangen 1863.